# خوسه رویس (بازیکن فوتبال)
خوسه رویس (اسپانیایی: José Ruiz‎؛ ۱۹۰۴ – ۱۹۶۲) بازیکن فوتبال اهل مکزیک بود.
از باشگاه‌هایی که در آن بازی کرده‌است می‌توان به باشگاه فوتبال نیکاکسا اشاره کرد.
وی همچنین در تیم ملی فوتبال مکزیک بازی کرده‌است.